# Hyacinthe-Sigismond Gerdil
Pour les articles homonymes, voir Gerdil.
Hyacinthe-Sigismond Gerdil, né le 23 juin 1718 à Samoëns et mort à Rome le 12 août 1802, est un homme d'Église savoyard, cardinal de l'Église catholique, et participant au conclave de Venise en 1800.

## Biographie

### Origines et éducation
Son acte de naissance sur le registre paroissial de Samoëns porte : Jean François, fils de maître Pierre Gerdil notaire royal et honorable Françoise Perrier. Son père est châtelain de Samoëns. Sa mère est la fille du notaire royal et châtelain de Taninges.
Il suit des études à Bonneville et à Thonon. Puis il bénéficie des cours prodigués par les religieux Barnabites, originaires du Milanais, au  Collège Chappuisien d'Annecy. En 1734, il entre en religion, sur la recommandation de son oncle Jean Gerdil, un mathématicien employé du duc de Savoie, Charles-Emmanuel III de Sardaigne comme novice chez les Barnabites. Il apprend la philosophie et la rhétorique. Son entrée dans la Congrégation des Clercs réguliers de Saint Paul (Barnabites), coïncide avec son changement de nom, il abandonne Jean-François pour Hyacinthe-Sigismond (ou Giacinto-Sigismondo), et prononce solennellement ses vœux le 25 septembre 1735. Puis en 1735, il part étudier la théologie à Bologne.

### Enseignant et homme d’Église
Il devient professeur de philosophie à Macerata, puis à Casal. En 1741, il est ordonné prêtre. Il devient sous-diacre le 27 mai 1741, puis diacre le 4 juin 1741. Il rejoint l'université de Turin de 1750 à 1763 avant de devenir en 1764 le précepteur du petit-fils du roi Charles-Emmanuel III de Savoie. Vers la fin des années 1750, le roi le charge de rédiger un traité démontrant l'inanité et le caractère impie autant qu'inepte du duel judiciaire qui privait le royaume d'excellents éléments. En 1759, il publie le Traité des combats singuliers dans un style clair, précis, sans fioriture mais fluide, annonçant la logique de l'État-Nation.

#### Épiscopat
Il est élu évêque titulaire de Dibon (de) le 17 février 1777 et consacré le 2 mars 1777 en l'église S. Carlo ai Catinari, de Rome, par le cardinal Marcantonio Colonna, vicaire de Rome, assisté d'Orazio Mattei, archevêque titulaire de Colosses (de) et de Francesco Antonio Marcucci, évêque de Montalto et vice-régent de Rome.

#### Cardinalat
Il est créé cardinal in pectore par le pape Pie VI, lors du consistoire du 23 juin 1777. Sa nomination est officialisée lors du consistoire du 15 décembre 1777. Il reçoit sa barrette rouge de cardinal en l'église San Giovanni a Porta Latina de Rome le 30 mars 1778. Administrateur du Décanat de Savoie, il est nommé le 20 septembre 1784 cardinal-diacre de Santa Cecilia in Trastevere, un titre cardinalice prestigieux.
Camerlingue du Sacré Collège du 13 février 1786 au 29 janvier 1787, il est nommé préfet de la Sacrée congrégation pour la propagation de la foi, le 27 février 1795. Il occupera ce poste jusqu'à sa mort. Après l'invasion de Rome par les troupes françaises en 1798, il retourne à l'abbaye della Chiusa.
En 1800, il est présent au conclave de Venise pour participer à l'élection du successeur du pape Pie VI, mort en août 1799. Il y fait figure de favori, inspirant le respect comme philosophe et comme pieux homme d'Église, il concentre sur lui de nombreux suffrages ; cependant, la Savoie étant à cette époque annexée par la France, François II du Saint-Empire qui disposent d'un droit d'exclusion (exclusive), demande à son représentant le cardinal Franziskus Herzan von Harras de bloquer son élection.
À l'issue du conclave, il accompagne le nouveau pape Pie VII à Rome en 1800. Il est nommé préfet de la Congrégation de l'Index.
Il décède le 12 août 1802 à Rome et est enterré en l'église San Carlo ai Catinari.

## Œuvre

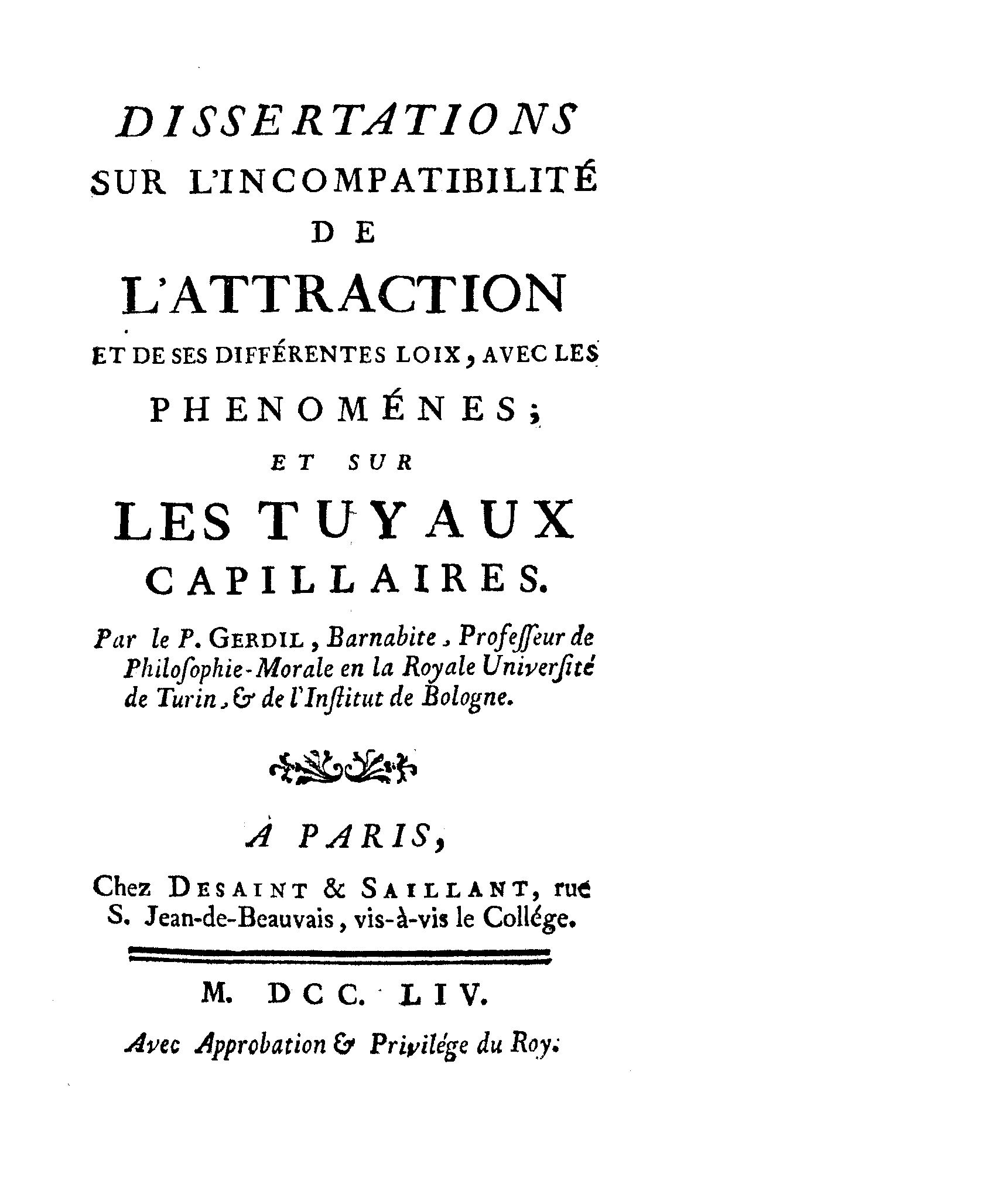
Dissertations sur l'incompatibilité de l'attraction et de ses différentes loix, avec les phenoménes, 1754

Érudit, il fut un auteur prolifique, écrivant aussi bien en latin, qu'en italien et en français sur des sujets tels que la théologie dogmatique et morale, le droit canon, la philosophie, la pédagogie, l'histoire, les sciences physiques et naturelle. Ses écrits, regroupés en vingt volumes in-quarto sont édités à Rome, entre 1806 et 1821.
Il fut un humaniste catholique, usant de la raison pour la mettre au service de sa foi, assimilant le christianisme à la civilisation et considérait l'antiquité gréco-latine comme la racine du christianisme authentique et moderne. Il participa au grand mouvement rationaliste de la fin du XVIIIe siècle mais sans s'éloigner de l'Église catholique. Il démontra philosophiquement l'immatérialité de l'âme.
Il était apprécié pour le respect qu'il avait de ses adversaires dans le débat des idées et ne s'en prenait jamais aux personnes. Il prenait ses sujets très au sérieux et avait un raisonnement très rigoureux. Il a écrit un ouvrage important contre l'Émile de Jean-Jacques Rousseau, et le philosophe genevois a reconnu qu'il était le seul à lui avoir opposé des arguments dignes d'attention.
Dans son Compendium Institutionum Civilium, il soutient que l'esclavage est compatible avec le droit naturel, et ne rompt pas l'égalité entre les hommes, l'esclave restant titulaire de droits, comme celui de ne pas être traité cruellement par son maître.
Ses œuvres ont été publiées en 20 vol. in-4°, Rome, 1806-21

## Succession apostolique
Hyacinthe-Sigismond Gerdil a ordonné les évêques suivants :
- Évêque Giuseppe Francesco Maria Ferraris da Genola (1778)
- Évêque Giuseppe Maria Langosco-Stroppiana (1778)
- Évêque Francesco Brunone Fazzi (1779)
- Évêque Charles-Eugène de Valperga de Maglione (1780)
- Évêque Carlo Nicola Maria Fabi Borsella, O.E.S.A. (1781)
- Évêque Carlo Maurizio Peiretti (1783)
- Évêque Giuseppe Gioacchino Lovera (1783)
- Évêque Pietro Antonio Craveri, O.F.M.Obs. (1783)
- Cardinal Paolo Giuseppe Solaro (1784)
- Archevêque Carlo Luigi Buronzo del Signore (1784)
- Évêque Angelo Antonio Anselmi (1787)
- Évêque Carlo Giuseppe Pistone (1788)
- Évêque Pietro Arborio di Gattinara (1788)
- Cardinal Giulio Maria della Somaglia (1788)
- Archevêque Giovanni Devoti (de) (1789)
- Évêque Francesco Giovanni Scutellari Ajani (de) (1793)
- Cardinal Filippo Casoni (1794)
- Évêque Saverio Granata (it), C.R. (1795)
- Évêque Giovanni Antonio Pinelli (1795)
- Évêque Iosephus Maria Tobia, O.F.M.Conv. (1796)
- Cardinal Teresio Ferrero della Marmora (1796)
- Évêque Carlo Benigni (de) (1796)
- Évêque Pio Bonifacio Fassati, O.P. (1796)
- Archevêque Giuseppe Maria Pietro Grimaldi (1797)
- Évêque Giovanni Battista Canaveri, C.O. (1797)
- Évêque Carlo Pellegrini (it) (1798)
- Évêque Alfonso Maria Freda (1798)
- Évêque Francesco Luigi Piervisani (1800)
- Évêque Angelo Pietro Galli (1801)

## Publications partielles
- (it) Introduction à l’étude de la religion, Turin, 1751
- (it) Exposition des principes de la vraie religion, 1767, trad. en français par Timothée Hureau de Livoy.
- (it) Dissertation sur l’origine du sens moral, l’existence de Dieu.
- L’Immortalité de l’âme démontrée contre Locke, Turin, 1717.
- Essai d’une démonstration mathématique contre l’existence éternelle de la matière et du mouvement.
- Essai sur les caractères distinctifs de l’homme et des animaux.
- Traité des combats singuliers ou des duels, 1739.
- Mémoires sur l’infini absolu.
- Incompatibilité des principes de Descartes et de Spinosa, Paris, 1760.
- Réflexions sur la théorie et la pratique de l’éducation, contre J.-J. Rousseau, Turin, 1763
- Considérations sur l’empereur Julien.
- (la) De Causis Academicarum disputationum in theologiam moralem inductarum oratio, Turin, 1750 & 1754.Il y combat De l’esprit des lois de Montesquieu.